# Willis Eugene Lamb
Pour les articles homonymes, voir Lamb.
Willis Eugene Lamb, né le 12 juillet 1913 à Los Angeles et mort 15 mai 2008 à Tucson est un physicien américain. Il a reçu le prix Nobel de physique de 1955 « pour ses découvertes concernant la structure fine du spectre de l'hydrogène ». Ces découvertes, connues sous le nom de décalage de Lamb, ont permis de mieux comprendre la fluctuation quantique du vide.

## Biographie
Willis Lamb est né à Los Angeles en Californie. Après une scolarité à Los Angeles et à Oakland, il obtient son diplôme de premier cycle en chimie en 1934 à l'université de Californie à Berkeley. Dans la même institution, il soutient son doctorat en physique en 1938 sur les propriétés électromagnétiques des noyaux, sous la direction de Robert Oppenheimer. 
Il travaille à l'université Columbia de 1938 à 1951. Dans des expériences datant de 1947, avec Robert Retherford, il met en évidence des différences de niveau d'énergies entre les différentes orbitales de l'atome d'hydrogène, différences alors non prévues par la théorie. Ce déplacement de la structure fine de l'atome d'hydrogène est désormais appelé le décalage de Lamb et est expliqué par la fluctuation quantique du vide. Il partage avec Polykarp Kusch le prix Nobel de physique de 1955 pour ces travaux.
Ensuite, il travaille dans de nombreux domaine de la physique quantique : théorie du champ nucléaire, éjection des électrons par les atomes métastables, interactions quadripolaires dans les molécules, etc.
Après avoir enseigné successivement à l'université Stanford, à l'université d'Oxford, à l'université Yale et à l'université d'Arizona, il prend sa retraite en 2002.
Il épouse en 1939 l'allemande Ursula Schäfer, une étudiante qui sera historienne. Il se remarie en 1996 après le décès de sa première femme avec la physicienne Bruria Kaufman. Après un divorce, il se marie enfin en 2008 avec Elsie Wattson avant de mourir le 15 mai 2008 à Tucson dans l'Arizona.